# Stasino
Stasino (in greco antico: Στάσινος?, Stásinos) (Cipro, VIII secolo a.C. – ...) è stato un poeta greco antico.

## Biografia
Stasino di Cipro, presunto autore del poema epico Cypria, appartenente al ciclo troiano, è citato come tale non solo da Eutichio Proclo, ma anche da Platone. Secondo Pindaro, fu Omero a donare il poema a Stasino, che ne aveva sposato la figlia.

## Opera
A Stasino era, dubbiosamente, attribuito il poema in 11 libri Cypria, che, partendo dalle nozze di Peleo e Teti, colmava il gap degli antefatti  dell'Iliade, colmando con una narrazione distesa ciò che in Omero era appena accennato: sicché il poema risulta posteriore a quello iliadico, contenendo anche tradizioni indipendenti da quelle omeriche (la presenza di Palamede e il sacrificio di Ifigenia).